# Abacaelostus
Abacaelostus filicornis là một loài bọ cánh cứng thuộc họ Carabidae, là loài duy nhất trong chi Abacaelostus.